# Федоров Володимир Іванович
Володимир Іванович Федоров (рос. Влади́мир Ива́нович Фёдоров; *15 травня 1925, Білгород, РРФСР, СРСР — †29 травня 1998, Москва, Росія) — радянський і російський поет, прозаїк, драматург, публіцист. Автор понад шістдесят книг прози і віршів, більше 100 пісень. Найбільш відома його дилогія «Чистий Колодязь». Лауреат міжнародної літературної премії імені Костянтина Симонова. Член Спілки письменників СРСР. Учасник німецько-радянської війни.

## Біографічні відомості
Народився 15 травня 1925 року в Білгороді Курської області.  
Навчався в Кишинівському електротехнічному технікумі та Літературному інституті ім. О. М. Горького (1962) в Москві.
Перші вірші («Думи про Іспанію») були опубліковані в 1938 році в районній газеті «Боринская іскра» (Воронезька, нині Липецька область).
Працював у харківській газеті «Червоний прапор».[джерело?]
На початку Вітчизняної війни працював пресувальником в Урюпінську і на Уралі. У січні 1943 року добровольцем пішов на фронт. Був парашутистом-десантником, воював гарматним номером на Карельському, Другому та Третьому Українських фронтах, брав участь у звільненні Угорщини, Австрії та Чехословаччини. 
Автор книг, сценаріїв фільмів «Сумка, повна сердець» (1964), «Візит у Ковалівку» (1980, у співавт. з А. Буковським); картина «Володчине життя» (1984, за сценар. А. Буковського) — екранізація повісті А. Буковського та В. Федорова «Усе Володчине життя». 
Помер 29 травня 1998 року. Похований в Москві, на Медведковському кладовищі.